# New Amsterdam: Live at Heineken Music Hall 2003
New Amsterdam: Live at Heineken Music Hall 2003 è il secondo album live dei Counting Crows, pubblicato nel 2006. Contiene il concerto tenuto dal gruppo all'Heineken Music Hall di Amsterdam nel 2003. La copertina è stata realizzata dall'artista Felipe Molina.

## Tracce
1. Rain King – 7:23
2. Richard Manuel Is Dead – 3:57
3. Catapult – 3:40
4. Goodnight L.A. – 4:29
5. Four White Stallions – 4:11
6. Omaha – 3:49
7. Miami – 5:11
8. Hazy – 2:54
9. Good Time – 5:13
10. St. Robinson in His Cadillac Dream – 5:20
11. Perfect Blue Buildings – 5:04
12. Hanginaround – 5:29
13. Goodnight Elisabeth – 8:13
14. Hard Candy – 4:54
15. Holiday in Spain – 4:44